# Meterginus tibialis
Meterginus tibialis is een hooiwagen uit de familie Cosmetidae.